# مستعمرات الإخوة العالمية
تعتبر مستعمرات الإخوة العالمية فكرة عن المجتمعات الروحانية المكتفية ذاتيًا كما يصورها باراماهنسا يوغاناندا، وهو يوغاني -ممارس لليوغا- هندي، ومؤلف السيرة الذاتية لليوغاني، ومؤسس طائفة الإدراك الذاتي، وجمعية يوغودا ساتسانجا الهندية. يتخيل يوغاناندا أن المجتمعات بحياتها البسيطة وبمستوى تفكيرها العالي يمكنها أن تتطور كنتيجة طبيعية لانتشار تعاليمه في أنحاء العالم. أسس يوغاناندا مستعمرة الإخوة العالمية في مركز طائفة الإدراك الذاتي في جنوب كاليفورنيا، ووجد أن تأسيس مجتمعات روحانية للأسر سوف يستغرق وقتًا أطول بكثير مما كان يتصور. اعتقد أن مجتمعات طائفة الإدراك الذاتي للأسر يمكن أن تتشكل في المستقبل لكن عندما يحين الوقت المناسب. تخلى يوغاناندا عن حلمة بتأسيس مستعمرة الإخوة العالمية في إنسينتاس، وحول تفكيره نحو تنظيم المجتمعات القائمة بالفعل على أسس رهبانية متشددة.
تصور يوغاناندا أن تطوير مجتمعاته الروحية يبدأ من التعليم المنزلي الفردي لدروس طائفة الإدراك الذاتي، وإنشاء أماكن صغيرة لممارسة تعاليم الكيريا يوغا التأملية. تصور بعد ذلك ان تلاميذه سينشئون مراكز لطائفة الإدراك الذاتي التي أسسها لدعم أنشطة التأمل ودراسة تعاليمه. ستنمو هذه المراكز كما في تصوره لتتحول إلى معابد يخدم فيها كهنة من طائفة الإدراك الذاتي. في نهاية المطاف، بالعمل الإضافي وعندما يكون الوقت مناسبًا، سوف تتشكل مستعمرات طائفة الإدراك الذاتي بوجود تلاميذ عازبين ومتزوجين قادمين لتشكيل مستعمرات يمكنهم العيش والعمل والتعبد فيها بشكل كامل ومستقل.
بدأ ثلاثة تلاميذ بالانفصال عن منظمة يوغاناندا بمفردهم في الفترة ما بين عامي 1968 و1970 ليؤسسوا ثلاثة مجتمعات منفصلة. بدأ كرياناندا بطائفة أناندا في مدينة نيفادا بكاليفورنيا، والتي أشار لها بمستعمرة الإخوة العالمية. في عام 1969، أنشأ نورمان باولسن مجتمع إشراقة الشمس في سانتا باربارا بكاليفورنيا. وفي عام 1970، بدأ أوليفر بلاك بتأسيس مجتمع الضوء الصافي في شمال ميشيغان.

## الأسس الروحانية للمستعمرات
دائمًا ما يؤكد يوغاناندا على الحاجة لمجتمعات بعينها «مؤسسة وفقًا لأسس الروحانية». شملت رؤيته للمستعمرات وجود الأزواج والعائلات والأفراد الذين يتشاركون الحياة في مجتمع تعاوني، مع وجود رابطة مشتركه بينهم من التأمل اليومي ونكران الذات. أدرك يوغاناندا أن المستعمرات ستصل إلى التأثير الذي يريده على المجتمع الحديث على المدى البعيد إذ يقول:
«الإنسان روح وليس منشأة صماء، يمكن لإصلاحاته الداخلية وحدها أن تنعكس على أفعاله الخارجية. بالتأكيد على القيم الروحية وإدراك الذات، يمكن تكوين نموذج لمستعمرة الإخوة العالمية، لتنشر قيمها الملهمة خارج حدودها».
من السمات الفريدة لفكرة مستعمرات الإخوة العالمية أنها تقدم للأفراد والأزواج والعائلات حياة اجتماعية مليئة بالروحانيات والوفاء. تقدم الكثير من المجتمعات الرهبانية التقليدية والأشرميون معظم مميزات مستعمرات يوغاناندا، مثل الحياة البسيطة ونكران الذات والتعاون والتأمل اليومي. تسرد تلميذة يوغاناندا محادثة جرت بينه وبينها قبل أربع أشهر من وفاته، تقول: «على واحد من الطرق بطول الشاطئ، تحدث معي يوغاناندا عن الأسس الروحية لمستعمراته. أشار إلى تشكيل مجموعات داخل المدن أو المناطق الريفية على غرار حياة العزلة -الرهبنة-، أما الأفراد الذين لا يرغبون أو لا يستطيعون زهد الحياة الدنيوية بسبب التزامات معينة، ستمكنهم هذه المستعمرات من مشاركة الروحانيات مع شركاء لهم نفس الهدف الروحي. أشار أيضًا إلى أن هذه المستعمرات ستتكون من أزواج وعائلاتهم، بالإضافة إلى الأفراد العازبين الذين لديهم القدرة على التعايش في انسجام وتعاون مع بعضهم البعض. كان يوغاناندا يصور الفكرة كأنها أحد الأفكار التي تمكن كل فرد من العمل في مجموعات تدعم نفسها بنفسها في سبيل الله.»

## الفوائد العملية
تحدث يوغاناندا كثيرًا عن الفوائد العملية التي يمكن أن تأتي من خلال نظام حياتي تعاوني. على الرغم من أنه كان معلمًا للتأمل واليوغا، لكنه كثيرًا ما قدم النصائح العملية حول العديد من الموضوعات مثل النظام الغذائي والتمارين الرياضية وإدارة الأعمال والتعليم والتنمية. في بداية عام 1932، طالب تلاميذه بتجنب شراء السيارات والكماليات الأخرى عن طريق التقسيط، كما هو الحال مع بطاقة الائتمان الحديثة اليوم. سمع كيراناندا وهو تلميذ آخر ليوغاناندا من معلمه أن الحياة في المستعمرات الروحيانية ستجنبنا الكثير من الأمراض التي تنتشر في المجتمعات الحديثة.

## مبادئ يوغاناندا التوجيهية لإنشاء المستعمرات
كتب يوغاناندا مقالة مفصلة في مجلة الشرق الأوسط في إبريل عام 1932، واصفًا فكرته حول نماذج المجموعات الصغيرة للحضارات المثالية. شجع يوغاناندا في مقاله مجموعات المتزوجين والعزاب على جمع أموالهم وشراء الأراضي اللازمة لمعيشتهم وزراعة طعامهم وتعليم أطفالهم وعيش حياة بسيطة يغلبها التأمل.
تضمنت الخطوات العملية توجيهاته بضرورة رفع مستوى طعامك، فالزبدة واللبن يجب أن يحصل عليهم من الأبقار التي تربى في المنزل، ويجب أن تزرع الخضروات في مزارع روحية على الأرض خاصتك. أما الحملان يجب أن تربى للحصول على الصوف والملبس والجوارب والكثير من الأدوات الأخرى. ويجب المحافظة على القبعات. وعلى الناس ارتداء الصنادل أو المشي حفاة.

## المستعمرات في الهند
سافر ريتشارد وايت -السكرتير الخاص بيوغاناندا- مع يوغاناندا إلى الهند عام 1935-6، وصف يوغاناندا هذه السفريات في مذكراته. عندما عاد رايت إلى الولايات المتحدة الأمريكية، كتب مقالًا في مجلة إينر كالتشر، متحدثًا فيه عن حماس يوغاناندا لنشر مستعمراته في الهند قائلًا: «يخطط سوامي يوغاناندا عبر وحي من الله إلى إنشاء نموذج يوغودا العالمي في مدينة البنغال بالهند، حيث يريد دمج الصناعات الحقيقية والضرورية مع التدريب العلمي لليوغا. سيقبل الراغبون في تعلم اليوغا من كافة الأعراق والأجناس، وستتمتع المدينة بدرجة عالية من مبادئ وقوانين الإخوة العالمية الروحية.»

## تحمس يوغاناندا للمستعمرات بالقرب من نهاية حياته
تحدث يوغاناندا بشكل متكرر وبحماس عن المستعمرات المزمع إنشائها خلال السنوات الأربعة الأخيرة من حياته. كان متحمسًا لهذه الفكرة للغاية، إذ قال ذات مرة: «كنت أفكر كثيرًا الليلة الماضية بشأن مستعمرات الإخوة العالمية حتى أوشك عقلي على التوقف عن التفكير. ثم رددت عبارات صغيرة حتى عاد إلي عقلي مرة أخرى». كتب أيضًا خطابًا إلى هينري فورد، مؤسس شركة فورد موتور، محاولًا الحصول على دعم فورد بغية إنشاء مستعمرا ت الإخوة العالمية. كان يشعر بالقوة بشأن هذه الفكرة حتى أعلن ذات مرة أنه سيأتي يوم تنتشر فيه فكرة المستعمرات في كل أنحاء العالم كالنار في الهشيم.

### بيفرلي هيلس،1949
كتب كريناندا أن الحديث الذي ألقاه يوغاناندا في بيفرلي هيلس عام 1949 حول مستعمرات الإخوة العالمية، كان أقوى محاضرة حماسية سمعها في حياته. كانت مناسبة هذه المحاضرة هي حفلة في بيفرلي هيلس في يوليو عام 1949: «هذا اليوم (زلزل بصوته متوقفًا عند كل كلمة) يمثل ميلاد حقبة جديدة. إن كلماتي مسجلة في السماء بمعية وروح الله، وستحرك الغرب.... تحقق الإدراك الذاتي بتوحيد كل الأديان.... يجب أن ننتشر ونتحرك، ليس فقط الموجودون هنا، بل على الآلاف من الشباب أن يذهبوا إلى شمال الأرض وجنوبها وشرقها وغربها، ليغطوا كامل الأرض بمستعمراتهم الصغيرة مؤكدين على أن البساطة في الحياة بالإضافة للمستوى العالي من التفكير هما أعظم أسباب السعادة».